# Potentilla doddsii
Potentilla doddsii är en rosväxtart som beskrevs av John Jefferson Davis. Potentilla doddsii ingår i Fingerörtssläktet som ingår i familjen rosväxter. Inga underarter finns listade i Catalogue of Life.